# Сарису (езеро)
Сарису (на азербайджански: Sarısu – Жълта вода) е най-голямото езеро в Азербайджан, като се изключи Каспийско море, с което страната граничи. Разположено е успоредно на река Кура, започва на 15 км североизточно от град Имишли в едноименния район и продължава на югоизток в Сабирабадски район. Образувано е в старо русло на реката, като резултат от разливи и промяна на течението ѝ. От нея днес го отделя изградена дига.

## Описание
Сарису е пресноводно езеро, едно от четирите в района, и заема площ от 65,7 км2. Разположено е в депресия на минус 10 м надморска височина. Има максимална дължина 22 км и максимална ширина 3 км. Дълбочината му достига до 6 м.

## Климат
Климатът в района е сух, тропичен. През зимата почти няма силни студове, а лятото е сухо и горещо. Средната температура през януари е +3 °С, през лятото – +24,5 °С, а максималната денонощна температура – +35 °С. Дъждове валят най-често през пролетта и есента.

## Води и почви
Сарису е сладководно езеро с течаща вода. Захранва се от притоци, изтичащи от езерото Аггьол, подпочвени води и валежи. Оттокът става през река Кура и се регулира от колектор с преливници в Мурадбейли.
Солеността на водата е 16 – 18 промила, а прозрачността е 0,1 до 0,4 м. Количеството разтворен кислород е между 6 и 9,2 mg/l.
Дъното е предимно кално и в средата му дебелината на наносния слой е между 0,2 и 0,6 метра. В крайбрежните части калта е черна, съставена от растителни остатъци и детрит. Околните почви са алкални – сивоземно-ливадни и ливадно-сивоземни.

## Флора и фауна
Край езерото се намира една от най-големите влажни зони в страната, която е изключително важна за зимуването на ценни и редки видове птици. Типът на влажната зона, съгласно Рамсарската конвенция е Q, Sp. Четири от езерата, заедно с делтата на Кура, са едно от двете основни места за зимуване и размножаване на водоплаващите и блатни птици в Европа.
Повече от половината от територията е покрита с тръстика, което създава отлични условия за масово гнездене на птиците. Известни са над 10 вида висши водни растения, сред които най-важни са обикновената (Phragmites communis) и езерна (Scirpus lacustris) тръстика, теснолист папур (Typha angustifolia) и други, които освен за убежище, се ползват и като източник на храна. Има голяма смесена гнездова колония от щъркелови и пеликаноподобни птици и огромно количество гнезда на белобуза рибарка (Chlidonias hybrida).

### Птици
Според Д.Г. Туаев през 1960-те години презимувалите край езерото водолюбиви птици са 20 000. Зимните наблюдения с вертолет през 1993 г. показват около 500 000 зимуващи водолюбиви птици, 90% от които са патицови. От тях 55% се падат на кафявоглавата потапница, 22% червеноклюна потапница, 10% шилоопашата патица, 9% зеленоглава патица, 2% гъски. Наброени са 283 лебеда.
През 1996 г. е направено преброяване на птиците с телескоп от дигата и с лодки, но не са обхванати напълно всички части на езерото. Наброени са 311 034 птици от 32 вида. Най-многобройна е червеноклюната потапница със 151 250 екземпляра, следвана от кафявоглавата потапница с 97 250 броя, зимно бърне – 27 661, лиска – 24 826, фиш (свирачка) – 3100, малък корморан – 1158, сива патица – 1114, зеленоглава патица – 933, сива гъска – 700, голям свирец – 229 и т.н. Сред редките и застрашени видове със световно значение са забелязани, освен малкия корморан, още една тръноопашата потапница и 12 къдроглави пеликана. От птиците, включени в Червената книга на Азербайджан са наблюдавани 114 султанки и 3 белоопашати калугерици. Според Д.Г. Туаев тук зимуват поне 80 малки белочели гъски, както и червеногуша гъска.
Лятното преброяване през юни 1998 г. отбелязва 29 гнездящи вида. Сред редките и застрашени видове със световно значение отново е малкият корморан, освен това се наблюдават мраморна патица и белоока потапница. От тези, включени в Червената книга на Азербайджан отново се забелязват султанка и белоопашата калугерица, а сред видовете с европейски консервационен статус – червена, гривеста и нощна чапла, червен ангъч, червеноклюна потапница, малък червеноног водобегач, кафявокрил огърличник, белочела и белобуза рибарка, блестящ ибис. Някои от тях гнездят в общи колонии.
В наше време край езерото се наблюдават общо 66 вида водолюбиви птици, от които 9 гнездящи, 28 зимуващи и 29 по време на миграция през зимата. Представени са още лопатарка, розов пеликан, черноопашат крайбрежен бекас, саблеклюн, гривеста рибарка и други. Предполага се, че днес общият брой на птиците там е около 350 000 екземпляра.

### Бозайници
Групата на бозайниците по крайбрежието на езерото е представена от обикновена нутрия, вълк, чакал, дива свиня и други.

### Риби
Четирите езера Сарису, Аггьол, Мехман и Бозгоби образуват водно-блатиста система в центъра на Куро-Аракската низина. Те, заедно с делтата на река Кура, имат огромно значение за рибното стопанство на страната.
Сарису е богато на риба езеро и водите му се ползват за търговски риболов. Преобладават обикновен шаран, сом, щука, платика и лупавец.

### Бентос
Във водите на езерото се срещат 49 вида зоопланктон. Микрозообентосът включва 114 вида с обща биомаса от 8,78 г/м2. Макрозообентосът се състои от 122 вида с биомаса 2,95 – 3,58 г/м2, в която преобладават ларвите на водните кончета. Максимално развитие на бентосите се отбелязва на дълбочина 0,5 м, където биомасата достига до 8,4 г/м2. По-надолу, при дълбочина 1,5 – 2 м стойността и пада на 1,2 г/м2. Във фитопланктона се наблюдават 262 вида с обща биомаса между 0,11 и 0,46 г/м3.

## Екология
Долното течение на реките, които се вливат и в четирите езера, включително Сарису, в наше време пресъхват заради безконтролното ползване на водите им за битови и селскостопански нужди. А тази от водата, която все пак достига до езерата, в по-голямата си част е замърсена с химикали.
Най-опасно е периодичното рязко намаляване на нивото на водата в езерото, особено през лятото, в резултат на промяна на водоснабдяването от колекторите на напоителната система. Освен това, изсичането на горите по поречието на река Кура води до изчезване на развъдните биотопи на дендрофилните (горски) видове птици като големия корморан.
Важен фактор за нарушение на екологичните условия е ловът, особено от ноември до февруари. Крайбрежието не е със специален статут, но действащата ловна ферма донякъде гарантира спазването на правилата и времето за лов, допринасяйки за опазването на птиците, особено в сезона на гнездене.